# Claudi Esteva i Fabregat
Claudi Esteva i Fabregat (Marsella, 11 de novembre de 1918 - Barcelona, 4 de setembre de 2017) fou un antropòleg cultural i historiador americanista català.

## Biografia
Exiliat a Mèxic, abans d'ingressar a la Universitat, treballà en diferents oficis (des de venedor d'articles tèxtils fins a jugador de futbol professional). Entre 1947 i 1953 es formà científicament a l'Escola Nacional d'Antropologia del Museu d'Antropologia de Ciutat de Mèxic, on residí des de 1939 a 1956. El 1952 es graduà en antropologia a l'Escola Nacional d’Antropologia i Història (ENAH), on fou deixeble de Pere Bosch i Gimpera. Durant aquesta època entrà en contacte amb el psicoanalista Erich Fromm. S'ocupà de l'estudi de les cultures tolteca i asteca de Mèxic. Un cop retornat de l'exili a Espanya el 1956, es doctorà a Madrid en història d’Amèrica. Fundà i dirigí (1965-68) l'Escola d’Estudis Antropològics i el Centre Iberoamericà d’Antropologia de Madrid. Posteriorment, fou professor agregat d’etnologia (1968) i catedràtic d’antropologia cultural (1972) de la Universitat de Barcelona. Fou també director del Centre d’Etnologia Peninsular de Barcelona i fundà el 1971 la revista Ethnica. Després de la seva jubilació de la càtedra d’antropologia cultural a la Universitat de Barcelona, tornà a Mèxic, on fou professor investigador del Colegio de Jalisco. Des de 1991, també, fou president de l'Associació d'Amistat Mèxic-Catalunya. Claudi Esteva es va casar amb Montserrat Saló Julià, filla de Carme Julià Riqué, amb la qual va tenir tres fills. Posteriorment es tornà a casar amb Berta Alcanyis.
Com a antropòleg i historiador americanista, s'interessà per l'estudi de l'Amèrica prehispana i el període de la conquesta i virreinats. També, fou secretari del grup psicoanalític mexicà dirigit per Erich Fromm entre 1952 i 1956 i col·laborador de l'Instituto Gonzalo Fernández de Oviedo del CSIC entre 1961 i 1968. Realitzà nombrosos treballs de camp a Mèxic i a Àfrica, i també a Espanya, a Equador, Perú, Estats Units i Guatemala

## Publicacions[4]
- El mestizaje en Iberoamérica (1963),
- Sobre el método y los problemas de la antropología estructural (1969)
- Para una teoría de la aculturación en el alto Aragón (1971)
- Antropología y filosofía (1973)
- Antropología industrial (1973)
- Razas humanas y racismo (1975)
- Cultura, sociedad y personalidad (1978)
- Estado, etnicidad y biculturalismo (1984)
- La corona española y el indio americano (1989)
- La identidad catalana contemporánea (2004)

## Premis i reconeixements[4][3]
- Oficial de l'Orde al Mèrit per Serveis Distingits del Perú (1967)
- Creu d'oficial de l'Orde del Mèrit Civil d'Espanya (1977)
- Premi Bronislaw Malinowski (1994), considerat el premi més prestigiós en el camp de l'antropologia
- Doctor honoris causa per l'Acadèmia Siculo Normanda de Sicília (1996)
- Premi Narcís Monturiol al mèrit científic de la Generalitat de Catalunya (2003)
- Doctor honoris causa per la Universitat Rovira i Virgili de Tarragona (2017)